# Soultzbach (Sauer)
Der Soultzbach  (auch Ruisseau le Soulzbach) ist ein gut zehn Kilometer langer rechter Zufluss der Sauer im Elsass (Region Grand Est).

## Geographie

### Verlauf
Der Soultzbach entspringt in zwei Quellästen im Parc Naturel Régional des Vosges  du Nord im Waldgebiet Forêt de Katzenthal nordwestlich des Weilers Soultzthal am Fuße des Lindenkopfes. Der Hauptquellast entspringt auf einer Höhe von ungefähr 310 m und vereint sich nach etwa 200 m mit dem rechten Quellast. Südlich von Soultzthal stößt noch ein weiterer Quellbach hinzu.
Der vereinigte Bach fließt zunächst in Richtung Südosten erst am Mittelkopf und dann am Steinkopf vorbei. Nördlich des Hohlsteines wird er auf seiner rechten Seite von einem von Guensthal herkommenden kleinen, Gebirgsbach gespeist. Der Soultzbach gräbt sich nun an der östlichen Flanke des Hohlsteines durch ein enges waldreiches Tal und erreicht dann den Forêt Dominiale de Nonnenhardt, wo er zu zwei kleinen Weihern gestaut wird. Er durchfließt nun den Bois des Langensoultzbach und passiert anschließend die Ortschaft Langensoultzbach. Am Ortsende südlich des Schloßberges fließt ihm auf seiner rechten Seite der Atzenduerrenbach und dann weiter bachabwärts beim Muehlacker noch der Schletterbach zu. Der Soultzbach zwängt sich dann durch ein Tal zwischen den Dachslocherwald auf der rechten und dem Staerbelswald auf der linken Seite, erreicht danach die Flussaue der Sauer, unterquert die Départementsstraße D27 und mündet schließlich am Nordostrand von Wœrth auf einer Höhe von ungefähr 170 m von rechts in die Sauer.
Auf der anderen Seite, etwas weiter südlich, fließt der Erdbachgraben in die Sauer.

### Zuflüsse
- Atzenduerrenbach[4] (rechts), 2,3 km
- Schletterbach[5] (rechts), 1,4